# Georg Mohr
Jørgen Mohr, più noto come Georg o Georgius Mohr (Copenaghen, 1º aprile 1640 – Kieslingswalde, 26 gennaio 1697), è stato un matematico danese.
Si recò nei Paesi Bassi nel 1662 per studiare matematica sotto la guida di Christiaan Huygens. Prima di tornare nella natia Danimarca, studiò in Francia e Inghilterra. Era un matematico pressoché sconosciuto nel suo tempo.
Pubblicò la sua opera nel 1672 ma questa andò perduta e una copia fu ritrovata solo nel 1928 anno in cui fu tradotta in tedesco e stampata. Il suo libro dimostra che tutte le costruzioni euclidee possono essere create con l'utilizzo del solo compasso, anticipò in questo Lorenzo Mascheroni che sarebbe giunto alle medesime conclusioni 125 anni più tardi.